# 十信位
十信位，佛菩提道菩薩五十二位階中最初的十個位階。
“十信位”修行者的目的在於修集進入組成菩薩道資糧的“十住位”。由於眾生在生死漫漫長夜中，“佛菩提道”極難值遇，或能值遇卻無緣聽聞，或能遇亦能聞卻難以了知其甚深、極甚深的內容，又或能值遇亦能聽聞亦能了知，卻因自身福德、定力、般若等資糧不足而難以實証“佛菩提果”；甚至對眾生來說，在欲界中出生為人就很難，多數時間沉淪在三惡道中，若能生為人又遇到能解佛正法的善知識更難；好像在大海中，盲龜能遇漂浮木的蝕孔來透氣一般，極難！極極難！因此特別需要多劫時間來培植信心，於漫漫長夜中，若值遇善知識演述“如來藏、八識論”正法時，能具足信根得入菩薩道中修行，則成“信不退菩薩”。此為十信位之概論。
《大方廣佛華嚴經》與《大佛頂首楞嚴經》中所列十信位次序如下：
一信心、二念心、三精進心、四慧心、五定心、六不退心、七護法心、八回向心、九戒心、十願心。
《仁王护国般若波罗蜜多经》中所列十信位次序如下：信心、念心、精進心、慧心、定心、不退心、戒心、願心、護法心、迴向心。

## 相關
- 五十二位